# Lygodactylus thomensis
Espèce
Synonymes
- Scalabotes thomensis Peters, 1881
- Lygodactylus rolasi Greef, 1885

Lygodactylus thomensis est une espèce de geckos de la famille des Gekkonidae.

## Répartition
Cette espèce se rencontre à Sao Tomé-et-Principe et à Annobón en Guinée équatoriale.
Sa présence est incertaine au Cameroun et au Liberia.

## Liste des sous-espèces
Selon The Reptile Database (15 octobre 2012) :
- Lygodactylus thomensis delicatus Pasteur, 1962
- Lygodactylus thomensis thomensis (Peters, 1881)
- Lygodactylus thomensis wermuthi Pasteur, 1962

## Étymologie
Son nom d'espèce, composé de thom[e] et du suffixe latin -ensis, « qui vit dans, qui habite », lui a été donné en référence au lieu de sa découverte.

## Publications originales
- Peters, 1881 "1880" : Eine neue Gattung von Geckonen, Scalabotes thomensis, welche Hr. Professor Dr. Greeff in Marburg auf der westafrikanischen Insel St. Thomé entdeckt hat, und über die Stellung von Elaps sundevallii Smith, eine von Wahlberg im Kafferlande gefundene Art von Schlangen. Monatsberichte der Königlich Preussischen Akademie der Wissenschaften zu Berlin, vol. 1880, p. 795-798 (texte intégral).
- Pasteur, 1962 : Notes préliminaires sur les lygodactyles (gekkonidés). 11. Diagnose de quelques Lygodactylus d'Afrique. Bulletin de l'Institut fondamental d'Afrique noire, vol. 24, p. 606-614.